# Ališer Džalilov
Ališer Lutfulloevič Džalilov (in russo Алишер Лутфуллоевич Джалилов?; in tagico Алишер Ҷалилов?, Ališer Çalilov; Latachorak, 29 agosto 1993) è un calciatore russo naturalizzato tagiko, centrocampista dell'Istiklol e della nazionale tagika.

## Carriera

### Club
Ha giocato nella prima divisione russa, in quella tagika ed in quella uzbeka.

### Nazionale
Dopo aver militato nelle nazionali giovanili russe, dall'Under-17 ed Under-21, nel 2019 ha esordito con la nazionale tagika.
Nel 2023 ha partecipato alla Coppa d'Asia.

## Statistiche

### Cronologia presenze e reti in nazionale
| Cronologia completa delle presenze e delle reti in nazionale ― Tagikistan | Cronologia completa delle presenze e delle reti in nazionale ― Tagikistan | Cronologia completa delle presenze e delle reti in nazionale ― Tagikistan | Cronologia completa delle presenze e delle reti in nazionale ― Tagikistan | Cronologia completa delle presenze e delle reti in nazionale ― Tagikistan | Cronologia completa delle presenze e delle reti in nazionale ― Tagikistan | Cronologia completa delle presenze e delle reti in nazionale ― Tagikistan | Cronologia completa delle presenze e delle reti in nazionale ― Tagikistan |
| Data                                                                      | Città                                                                     | In casa                                                                   | Risultato                                                                 | Ospiti                                                                    | Competizione                                                              | Reti                                                                      | Note                                                                      |
| ------------------------------------------------------------------------- | ------------------------------------------------------------------------- | ------------------------------------------------------------------------- | ------------------------------------------------------------------------- | ------------------------------------------------------------------------- | ------------------------------------------------------------------------- | ------------------------------------------------------------------------- | ------------------------------------------------------------------------- |
| 5-9-2019                                                                  | Dušanbe                                                                   | Tagikistan                                                                | 1 – 0                                                                     | Kirghizistan                                                              | Qual. Mondiali 2022                                                       | 1                                                                         |                                                                           |
| 10-9-2019                                                                 | Ulan Bator                                                                | Mongolia                                                                  | 0 – 1                                                                     | Tagikistan                                                                | Qual. Mondiali 2022                                                       | -                                                                         |                                                                           |
| 15-10-2019                                                                | Dušanbe                                                                   | Tagikistan                                                                | 0 – 3                                                                     | Giappone                                                                  | Qual. Mondiali 2022                                                       | -                                                                         |                                                                           |
| 9-11-2019                                                                 | Kuala Lumpur                                                              | Malaysia                                                                  | 1 – 0                                                                     | Tagikistan                                                                | Amichevole                                                                | -                                                                         |                                                                           |
| 14-11-2019                                                                | Mandalay                                                                  | Birmania                                                                  | 4 – 3                                                                     | Tagikistan                                                                | Qual. Mondiali 2022                                                       | -                                                                         | 38’                                                                       |
| 19-11-2019                                                                | Biškek                                                                    | Kirghizistan                                                              | 1 – 1                                                                     | Tagikistan                                                                | Qual. Mondiali 2022                                                       | -                                                                         |                                                                           |
| 3-9-2020                                                                  | Tashkent                                                                  | Uzbekistan                                                                | 2 – 1                                                                     | Tagikistan                                                                | Amichevole                                                                | -                                                                         |                                                                           |
| 1-2-2021                                                                  | Dubai                                                                     | Giordania                                                                 | 2 – 0                                                                     | Tagikistan                                                                | Amichevole                                                                | -                                                                         |                                                                           |
| 5-2-2021                                                                  | Dubai                                                                     | Giordania                                                                 | 0 – 1                                                                     | Tagikistan                                                                | Amichevole                                                                | 1                                                                         |                                                                           |
| 25-3-2021                                                                 | Dušanbe                                                                   | Tagikistan                                                                | 3 – 0                                                                     | Mongolia                                                                  | Qual. Mondiali 2022                                                       | 1                                                                         |                                                                           |
| 16-11-2021                                                                | Nur-Sultan                                                                | Kazakistan                                                                | 1 – 0                                                                     | Tagikistan                                                                | Amichevole                                                                | -                                                                         |                                                                           |
| Totale                                                                    |                                                                           | Presenze                                                                  | 11                                                                        |                                                                           | Reti                                                                      | 3                                                                         |                                                                           |

## Palmarès

### Club

#### Competizioni nazionali
- Campionato tagiko: 5

Istiklol: 2019, 2020, 2021, 2023, 2024
- Coppa del Tagikistan: 2

Istiklol: 2019, 2023